# کل بازار
کل بازار، روستایی از توابع بخش چاروسا شهرستان کهگیلویه در استان کهگیلویه و بویراحمد ایران است.

## جمعیت
این روستا در دهستان طیبی سرحدی غربی قرار دارد و براساس سرشماری مرکز آمار ان در سال ۱۳۸۵، جمعیت آن 500 نفر (85خانوار) بوده‌است.
این روستا دریک کیلومتری شهر قلعه ریس واقع شدهوشغل بیشتر این روستا کشاورزی می‌باشد وبیشترین محصولی که برداشت می‌کنندپیاز وبرنج می‌باشد این روستایکی از بهترین روستاهای منطقه چاروسا می‌باشدواین روستا را به عنوان شمال قلعه ریسی میشناسنداین روستا در چهارفصل سال سرسبز ودیدنی می‌باشدجمعیت این روستا بالغ بر500نفرمی‌باشد مردم این روستا صفا وصمیمت خاصی دارندومهمان نواز هستند و از جوانان تحصیل کرده وبا استعداد بهره میبردوبیشتر جوانان فوتبال دوست هستندوطرفدار ابی پوشان پایتخت هستنداین روستا بخاطر این که جای دیدنی می‌باشد از روستاهای همجواربه این روستا کوچ می‌کنند وهرساله مهمان گردشگران زیادی می‌باشد که از اب هوای این منطقه لذت میبرند یکی از ویژگی‌های این روستا داشتن اب اشامیدنی سالم می‌باشد که در این چند ساله همیشه بهترین اب اشامیدنی را داشته‌است و از دوستان میخواهم که نظرات خود را بدهند اکبرکیانی